# Hypolepis hispaniolica
Hypolepis hispaniolica là một loài dương xỉ trong họ Dennstaedtiaceae. Loài này được Maxon mô tả khoa học đầu tiên năm 1924.
Danh pháp khoa học của loài này chưa được làm sáng tỏ. 